# Ehrharta diplax
Ehrharta diplax är en gräsart som beskrevs av Ferdinand von Mueller. Ehrharta diplax ingår i släktet Ehrharta och familjen gräs. Utöver nominatformen finns också underarten E. d. giulianettii.